# Gmina Xibër
Gmina Xibër (alb. Komuna Xibër) – gmina  położona w środkowej części Albanii. Administracyjnie należy do okręgu Mat w obwodzie Dibra. W 2011 roku populacja gminy wynosiła 2660 w tym 1391 kobiet oraz 1269 mężczyzn, z czego Albańczycy stanowili 97,63% mieszkańców.
W skład gminy wchodzi sześć miejscowości: Xibër-Murriz, Petralbë, Shkallë, Xibër-Hane, Gur i Bardhë, Ketë.